# Chương trình Mariner

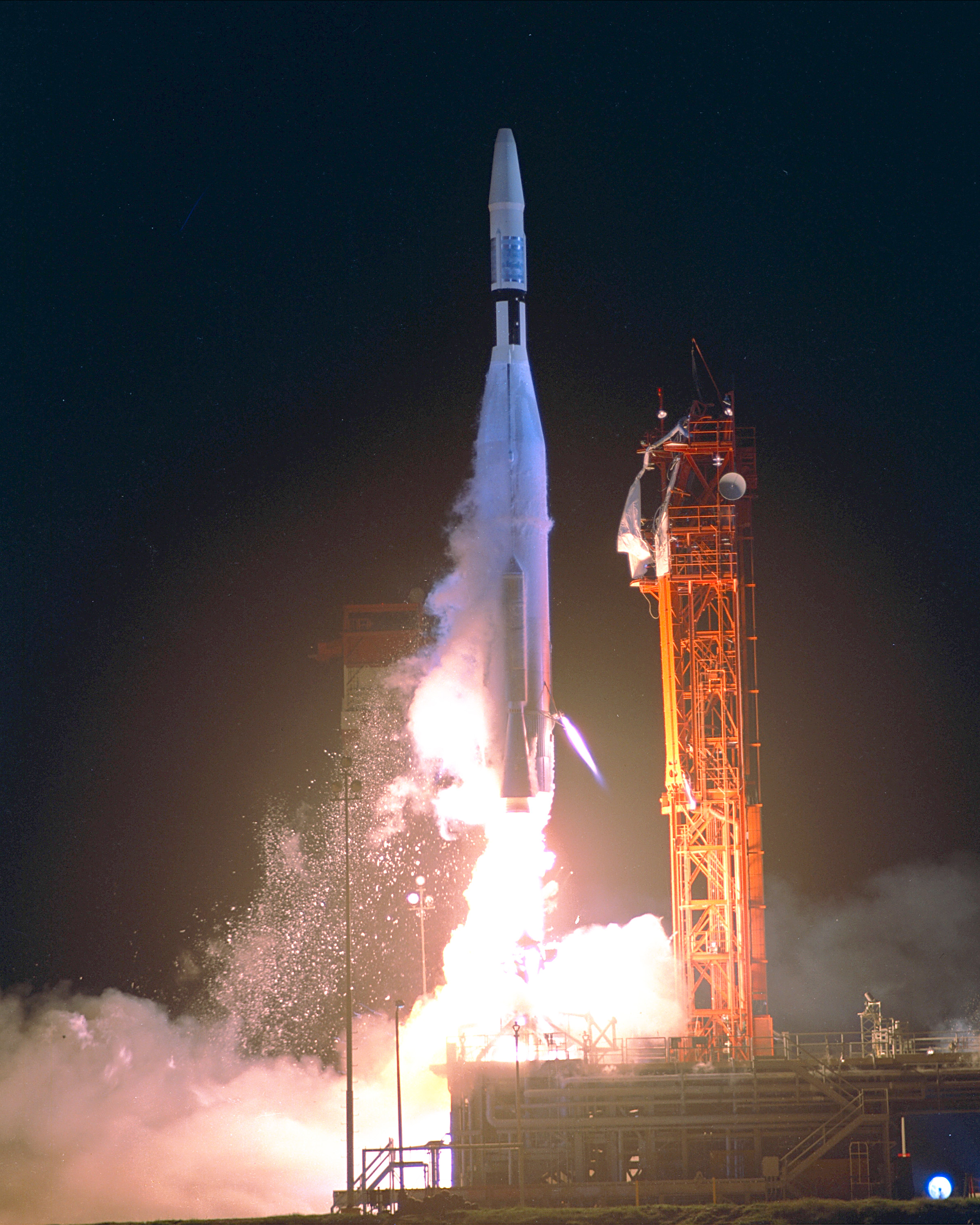
Phóng tàu vũ trụ Mariner 1, 1962

Chương trình Mariner là chương trình vũ trụ thăm dò hành tinh khác được thực hiện bởi NASA. Giữa năm 1962 và cuối năm 1973, Phòng thí nghiệm sức đẩy phản lực của NASA (JPL) đã thiết kế và chế tạo 10 tàu vũ trụ tự hành đặt tên là Mariner để thực hiện nhiệm vụ thám hiểm các hành tinh Sao Kim, Sao Hỏa và Sao Thủy lần đầu tiên, và quay trở lại sao Kim và sao Hỏa để chụp ảnh bề mặt các hành tinh này ở cự ly gần.
Trong chương trình thám hiểm Mariner, lần đầu tiên các nhà khoa học thực hiện chuyến bay ngang qua hành tinh, lần đầu tiên thực hiện bay vào quỹ đạo của các hành tinh, và cũng là lần đầu tiên lợi dụng lực hấp dẫn của các hành tinh để thay đổi đường bay của tàu vũ trụ. Trong số 10 tàu vũ trụ được phóng lên quỹ đạo, đã có 7 tàu vũ trụ thực hiện thành công sứ mệnh của NASA, và là tiền đề cho một loạt các dự án phóng tàu thăm dò tiếp theo của NASA/JPL. Sứ mệnh dự kiến thám hiểm sao Mộc-sao Thổ được dự kiến cũng nằm trong chương trình Mariner nhưng sau được đưa vào trong chương trình Voyager, trong khi chương trình Viking là chương trình mở rộng sử dụng tàu thăm dò Mariner 9. Sau này, các tàu thăm dò Galileo và Magellan được thiết kế dựa trên tàu thăm dò Mariner, trong khi tàu thăm dò Cassini–Huygens được phát triển dựa trên thế hệ 2 của tàu Mariner.
Tổng chi phí dành cho chương trình Mariner là khoảng 554 triệu $.

## Dự thảo ban đầu
Chương trình Mariner được JPL thực hiện từ năm 1960, với tham vọng nghiên cứu ở quy mô nhỏ, và thám hiểm các hành tinh gần Trái đất nhất. Chương trình Mariner thực hiện với những công nghệ tiên tiến được áp dụng trong tên lửa đẩy Atlas cùng với Mạng lưới không gian sâu của JPL (Deep Space Instrumentation Facility) (sau này đổi tên là Deep Space Network), là một mạng lưới các trạm theo dõi toàn cầu được thiết kế để kết nối liên lạc với tàu vũ trụ trong không gian sâu. Tên của chương trình Mariner được quyết định vào "tháng 5 năm 1960 - theo gợi ý của Edgar M. Cortright" theo đó "các tàu mang sứ mệnh thăm dò hành tinh... được mô phỏng theo các thuật ngữ hàng hải, để truyền đạt" ấn tượng về chuyến thám hiểm đến những vùng đất xa xôi. "Đây chính là lý do mà NASA đặt tên cho các tàu thăm dò Mariner, Ranger, Surveyor và Viking."
Mỗi tàu thăm dò đều mang các tấm pin năng lượng Mặt trời, có khả năng điều chỉnh hướng về phía Mặt trời, và anten luôn hướng về phía Trái Đất. Mỗi tàu thăm dò cũng mang theo các thiết bị khoa học, một số thiết bị, như máy ảnh, phải được điều chỉnh sao cho nó hướng về phía vật thể cần nghiên cứu. Các thiết bị khác có nhiệm vụ nghiên cứu từ trường và các hạt mang điện tích. Các kỹ sư của JPL muốn thiết kế tàu Mariner "ổn định theo ba trục," nghĩa là không giống như các tàu vũ trụ khác, các tàu thăm dò Mariner sẽ không quay.
Mỗi tàu vũ trụ Mariner được thiết kế để phóng lên quỹ đạo bằng hai lần phóng tên lửa đẩy khác nhau, trong trường hợp chương trình gặp khó khăn do các tên lửa đẩy chưa được thử nghiệm. Mariner 1, Mariner 3, và Mariner 8 đã bị mất trong các vụ phóng tên lửa thất bại, tuy nhiên, các tàu dự phòng đều đã phóng lên vũ trụ thành công. Không có tàu thăm dò Mariner nào bị mất trong chuyến bay đến các hành tinh, tất cả đều đã thực hiện thành công sứ mệnh khoa học của mình.

## Cấu hình cơ bản

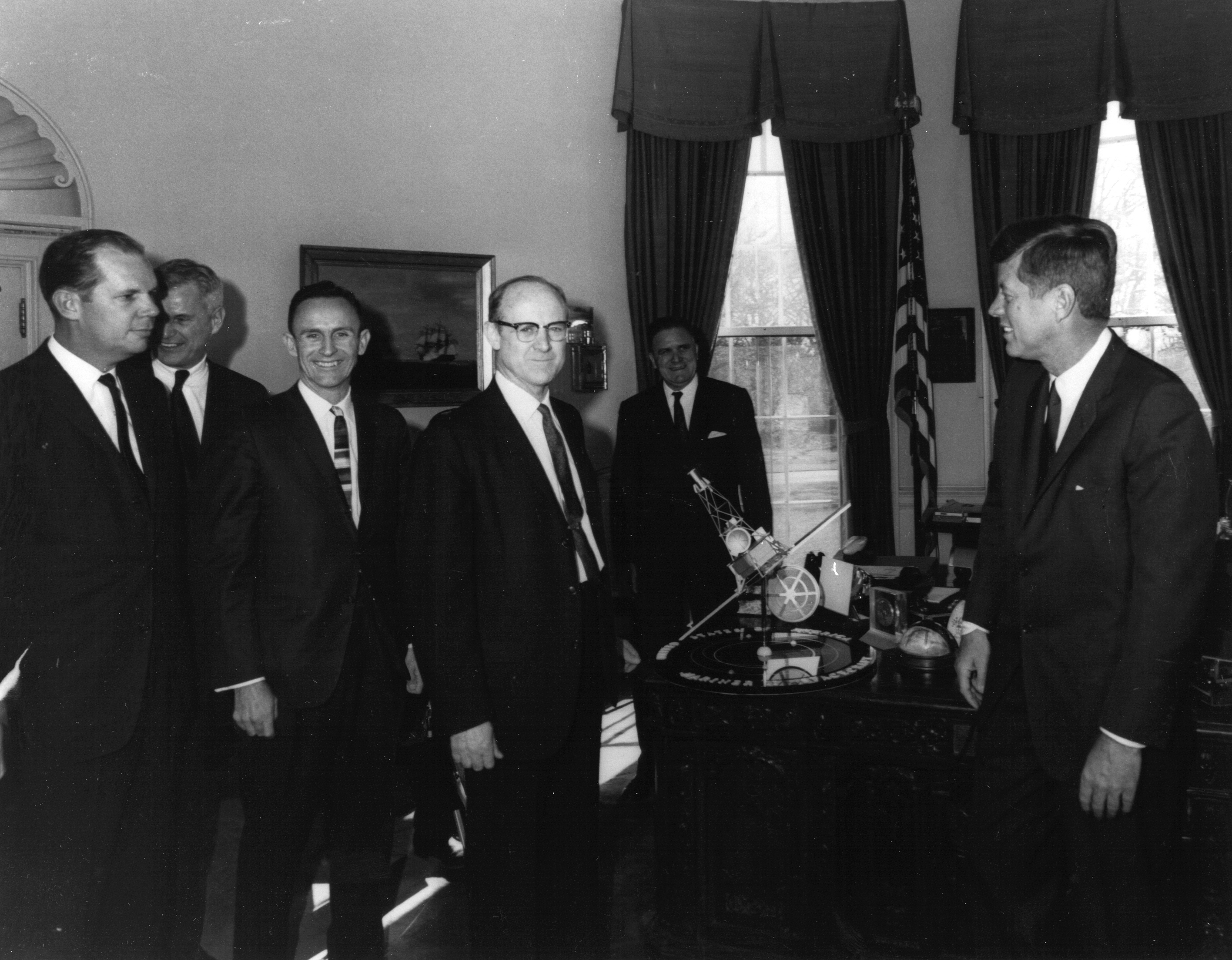
Một tấm ảnh chụp vào năm 1963, trong ảnh là Tiến sĩ William H. Pickering, (giữa ảnh) giám đốc JPL, đang giới thiệu mô hình tàu thăm dò Mariner 2 cho Tổng thống Mỹ John F. Kennedy, (bên phải). Người điều hành NASA James Webb đứng ngay phía sau mô hình tàu Mariner

Tất cả các tàu thăm dò Mariner đều có thiết kế dạng khối lăng trụ 6 hoặc 8 cạnh, trong thân tàu chứa tất cả các thiết bị điện tử, đồng thời thân vỏ của tàu cũng là nơi gắn các thiết bị ngoại vi như ăng ten, động cơ đẩy, máy ảnh, tấm năng lượng Mặt trời. Mariner 2 được thiết kế dựa trên tàu thăm dò Mặt trăng Ranger. Tất cả các tàu thăm dò được phóng sau Mariner 2 đều có bốn tấm pin năng lượng Mặt trời, trừ tàu Mariner 10, chỉ có hai tấm pin. Ngoài ra, tất cả các tàu thăm dò, trừ Mariner 1, Mariner 2 và Mariner 5 đều trang bị máy ảnh truyền hình.
5 tàu thăm dò Mariner đầu tiên được phóng lên quỹ đạo bằng tên lửa đẩy Atlas-Agena, trong khi 5 vụ phóng cuối sử dụng tên lửa đẩy Atlas-Centaur. Tất cả các tàu thăm dò thiết kế dựa trên tàu thăm dò Mariner sau này sử dụng tên lửa đẩy Titan IIIE và Titan IV không người lái hoặc tàu con thoi.

## Tàu thăm dò Mariner
Tàu Mariner là một tàu vũ trụ thăm dò có kích thước nhỏ, được phóng lên vũ trụ bằng tên lửa đẩy Atlas với cấu hình tầng đẩy mang tải trọng Agena hoặc Centaur, và có khối lượng khi không mang nhiên liệu nhỏ hơn nửa tấn. Mỗi sứ mệnh thăm dò của tàu Mariner được thực hiện trong vòng vài tháng tới 1 hoặc 2 năm, dù vậy, cũng có tàu vũ trụ đã hoạt động lâu hơn thế và tiếp tục gửi dữ liệu khoa học quan trọng trong 3 năm.

## Mariners 1 và 2
Mariner 1 (P-37) và Mariner 2 (P-38) là hai tàu thăm dò không gian sâu nằm trong dự án Mariner-R của NASA. Mục tiêu chính của chương trình là phát triển và phóng tuần tự hai tàu vũ trụ tới vùng lân cận gần của Sao Kim, nhận thông tin liên lạc từ tàu vũ trụ và thực hiện các phép đo nhiệt độ bức xạ của hành tinh. Mục tiêu thứ hai là thực hiện các phép đo từ trường liên hành tinh và/hoặc các phép đo hạt trên đường đến và ở vùng lân cận của Sao Kim.  Mariner 1 (ký hiệu Mariner R-1) được phóng lên quỹ đạo vào ngày 22/7/1962 nhưng đã bị phá hủy sau khi phóng khoảng 5 phút bởi sĩ quan điều khiển do tên lửa đẩy Atlas-Agena chệch hướng bay. Mariner 2 (ký hiệu Mariner R-2) được phóng lên vũ trụ vào ngày 27/8/1962 mất 3½ tháng để bay tới sao Kim. Sứ mệnh thành công, và Mariner 2 trở thành tàu thăm dò đầu tiên bay tới hành tinh khác.
Trên quỹ đạo bay tới sao Kim, tàu Mariner 2 đã lần đầu tiên đo được gió Mặt trời-một dòng các hạt mang điện tích từ Mặt trời. Nó cũng đo được bụi liên hành tinh, theo đó ít hơn so với dự đoán của các nhà khoa học. Ngoài ra, Mariner 2 đã phát hiện được các hạt mang điện tích năng lượng cao từ Mặt trời, bao gồm vài chớp sáng ngắn, cũng như phát hiện tia vũ trụ từ ngoài hệ Mặt trời. Khi Mariner 2 bay qua sao Kim ngày 14/12/1962, Mariner 2 đã tiến hành quét bề mặt hành tinh bằng tia hồng ngoại và sóng vô tuyến cực ngắn, cho thấy sao Kim có các đám mây lạnh và bề mặt rất nóng (Những đám mây sáng, mờ đục che khuất bề mặt hành tinh nên không thể quan sát bề mặt sao Kim bằng bước sóng nhìn thấy).
- Sứ mệnh: Bay ngang qua sao Kim
- Khối lượng: 203 kg (446 lb)
- Cảm biến: microwave và infrared, cảm biến bụi vũ trụ, plasma Mặt trời và bức xạ năng lượng cao, cảm biến đo từ trường liên hành tinh.

Tình trạng:
- Mariner 1 – Bị phá hủy sau khi phóng tên lửa thất bại.
- Mariner 2 – Ngừng hoạt động sau khi thực hiện thành công nhiệm vụ, sau đó rơi vào quỹ đạo nhật tâm.

## Mariners 3 và 4
Các tàu thăm dò Mariner 3 và Mariner 4 là các tàu thăm dò có sứ mệnh bay ngang qua sao Hỏa.
Mariner 3 phóng lên vũ trụ vào ngày 5/11/1964, nhưng không thể tới được quỹ đạo sao Hỏa.
Mariner 4, được phóng vào ngày 28 tháng 11 năm 1964, là tàu thăm dò đầu tiên bay qua sao Hỏa và cho cái nhìn đầu tiên về Sao Hỏa ở cự ly gần. Tàu vũ trụ bay qua sao Hỏa vào ngày 14 tháng 7 năm 1965, thu thập những bức ảnh cận cảnh đầu tiên của một hành tinh khác. Các bức ảnh, được phát lại từ một máy thu nhỏ trong một thời gian dài, cho thấy các hố va chạm kiểu Mặt Trăng. Tàu vũ trụ Mariner 4, được thiết kế để tiếp tục hoạt động tối đa sau tám tháng bay qua sao Hỏa, thực tế đã tiếp tục hoạt động thêm ba năm trên quỹ đạo mặt trời, tiếp tục các nghiên cứu dài hạn về môi trường gió mặt trời và thực hiện các phép đo phối hợp với Mariner 5, một con tàu chị em phóng lên sao Kim vào năm 1967.
- Nhiệm vụ: bay qua sao Hỏa.[9]
- Khối lượng: 261 kg (575 lb)
- Cảm biến: camera với băng ghi kỹ thuật số (khoảng 20 ảnh chụp), bụi vũ trụ, plasma Mặt trời, bức xạ, tia vũ trụ, từ trường liên hành tinh, che khuất sóng radio và cơ học thiên thể[10]

Tình trạng:
- Mariner 3 – Rơi vào quỹ đạo Nhật tâm.[9]
- Mariner 4 – Mất liên lạc, sau đó rơi vào Quỹ đạo nhật tâm.[10]

## Mariner 5
Mariner 5 được phóng lên sao Kim vào ngày 14/6/1967 và đẫ tới khu vực lân cận của hành tinh vào tháng năm 1967. Mariner 5 mang theo các thiết bị thí nghiệm để thăm dò khí quyển của sao Kim bằng sóng radio, quét mặt sáng của sao Kim bằng ánh sáng cực tím, hạt điện từ Mặt trời và từ trường dao động bên trên hành tinh.

## Mariners 6 và 7
Tàu thăm dò Mariner 6 và 7 được gửi đến sao Hỏa. Mariner 6 được phóng ngày 24/2/1969, sau đó là Mariner 7 phóng ngày 21/3/1969. Chúng bay qua đường xích đạo và bán cầu nam của sao Hỏa. 2 tàu thăm dò có nhiệm vụ phân tích khí quyển sao Hỏa và bề mặt sao Hỏa bằng cảm biến cũng như chụp hàng trăm bức ảnh bề mặt sao Hỏa.

## Mariners 8 và 9
Mariner 8 và Mariner được thiết kế để lập bản đồ mô phỏng sao Hỏa, nhưng tàu Mariner 8 bị phá hủy do phóng tên lửa đẩy thất bại. Mariner 9 được phóng vào quỹ đạo vào tháng 5 năm 1971 và trở thành vệ tinh nhân tạo đầu tiên của sao Hỏa. Tải trọng của vệ tinh gần như gấp đôi do thiết kế mang nhiều nhiên liệu để vệ tinh có khả năng bay tới quỹ đạo xung quanh sao Hỏa. Mariner 9 đã đi vào quỹ đạo sao Hỏa vào tháng 11 năm 1971, bắt đầu chụp ảnh bề mặt và phân tích khí quyển sao Hỏa bằng sóng hồng ngoại và tử ngoại.
Tàu Mariner 9 cũng chụp những bức ảnh cận cảnh đầu tiên về hai vệ tinh Phobos và Deimos của sao Hỏa.
- Sứ mệnh: quỹ đạo sao Hỏa
- Khối lượng 998 kg (2.200 lb)

## Mariner 10
Tàu Mariner 10 được phóng lên vũ trụ ngày 3/10/1973, và là vệ tinh đầu tiên sử dụng sự hỗ trợ từ lực hấp dẫn của các hành tinh để tăng tốc tàu vũ trụ bay đến sao Kim và sao Thủy. Đây cũng là tàu vũ trụ đầu tiên và duy nhất trong 33 năm sau đó chụp được ảnh hai hành tinh này ở cự ly gần.

## Mariner Jupiter-Saturn
Trong chương trình Mariner Jupiter-Saturn hai tàu vũ trụ có cùng thiết kế với Mariner sẽ tham gia sứ mệnh bay qua sao Thổ và sao Mộc. Quỹ đạo bay được lựa chọn cho phép các tàu thăm dò sẽ đi qua sao Mộc và sao Thổ trước, và sau đó sẽ đi qua mặt trăng Titan của sao Thổ để nghiên cứu khí quyển của vệ tinh này. Các tàu vũ trụ khác sẽ đi qua sao Mộc và sao Thổ và quỹ đạo của nó sẽ cho phép nó đi tiếp đến Sao Thiên Vương và Sao Hải Vương (giả sử tàu thăm dò đầu tiên đã hoàn thành tất cả các mục tiêu của nó) hoặc được chuyển hướng để thực hiện chuyến bay qua vệ tinh Titan nếu cần thiết. Tên của chương trình này sau đó được đổi thành Chương trình Voyager ngay trước khi phóng tàu thăm dò vào năm 1977, và sau khi Voyager 1 thực hiện chuyến bay qua vệ tinh Titan thành công, Voyager 2 đã tiếp tục du hành tới sao Thiên Vương và sao Hải Vương.